# Hejnał

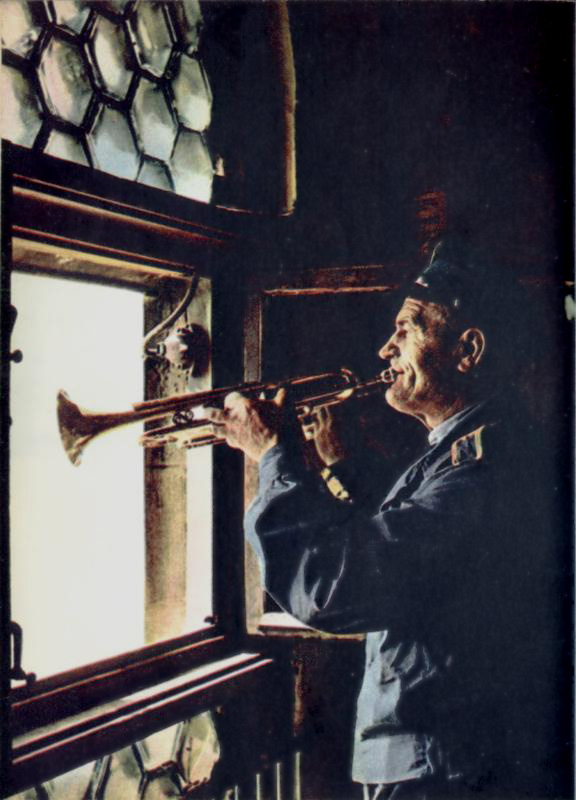
Hejnalista na wieży kościoła Mariackiego w Krakowie

Hejnał, hajnał, ejnał (od węg. hajnal – świt) – sygnał muzyczny np. o charakterze uroczystej pobudki, oznajmienia godziny lub pożaru, wygrywany na przykład przez strażnika wieżowego np. na trąbce; również świecka lub sakralna pieśń (np. hejnały adwentowe).
Najstarsza i nadal trwała tradycja wygrywania hejnału dotyczy kościoła Mariackiego w Krakowie, gdzie jest on grany co godzinę z wieży kościoła.